# Athyma nefte

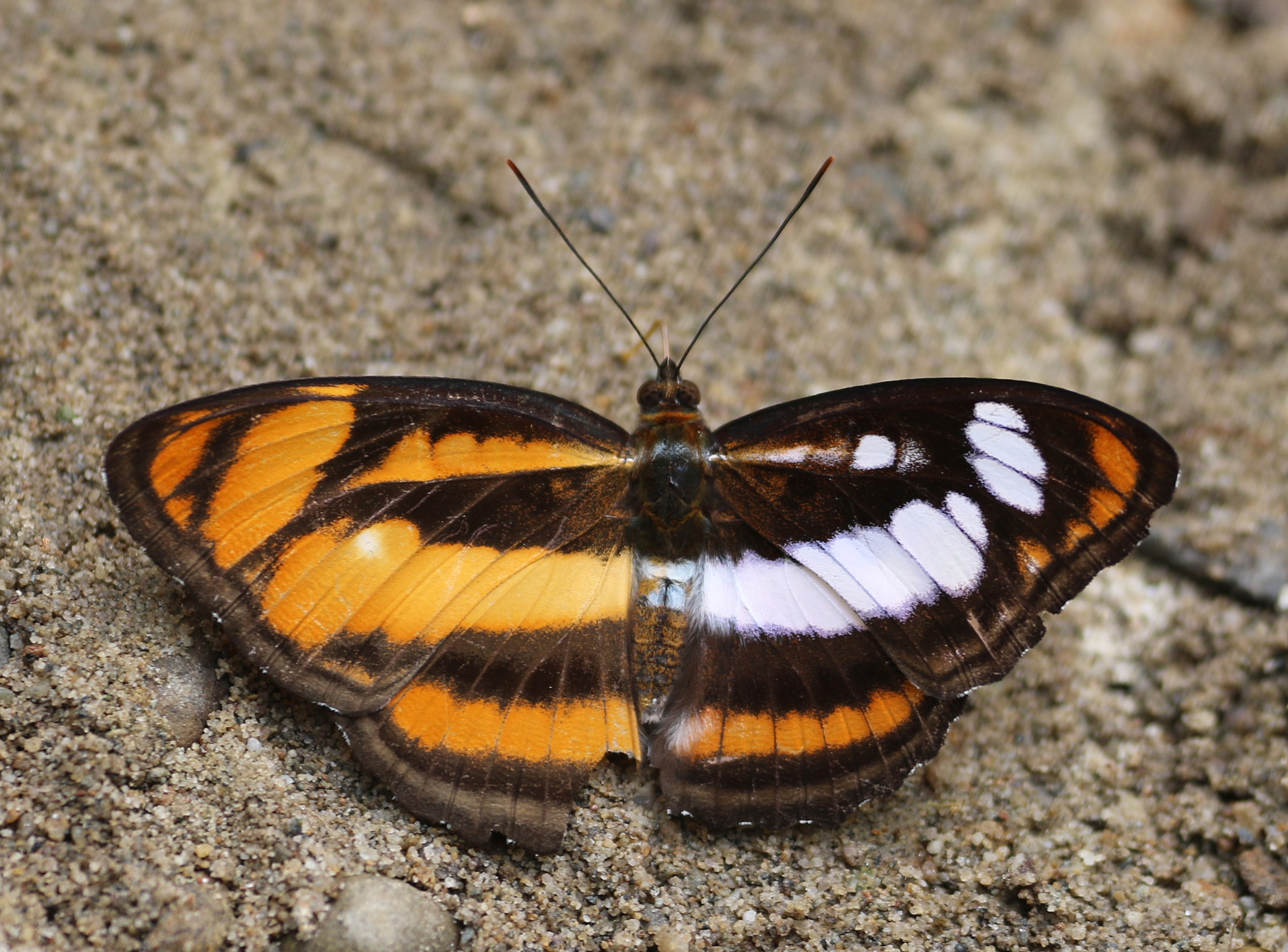
Primo reperto di un ginandromorfo vivo di una Athyma nefte proveniente dall'India

Athyma nefte (Cramer, 1780) è un lepidottero diurno appartenente alla famiglia Nymphalidae, presente nell'Asia meridionale e nel Sud-est asiatico.

## Descrizione
La seguente descrizione è basata sul lavoro di Bingham.

### Athyma nefte nivifera
Questa sottospecie è stata osservata nel Borneo e nella penisola malese.
Maschio: la pagina superiore è nera con macchie bianco neve più o meno bordate con irrorazioni di scaglie blu. L'ala anteriore mostra una striscia discoidale oscuramente divisa e irregolare lungo il margine superiore; una fascia discale bianca molto curva e ampiamente interrotta; quest'ultima composta da tre macchie quadrate oblique inclinate verso l'esterno negli interspazi 1 u9 1 e 2, e tre macchie oblunghe inclinate verso l'interno negli interspazi 4, 5 e 6, nessuna macchia nell'interspazio 3; al di là di questo si trovano una linea chiara subterminale interna ed una esterna divise da una stretta fascia nera trasversale, la prima che termina vicino all'apice in una piccola e stretta macchia bianca posta obliquamente. Ala posteriore: la banda discale dell'ala anteriore continua come una banda bianca trasversale subbasale; una banda postdiscale, più stretta, più o meno maculare anch'essa bianca, e una banda subterminale chiara, ancora più stretta, molto distinta. L'interspazio tra le bande postdiscale e subterminali è più scuro del colore di fondo generale dell'ala, e la banda postdiscale sul lato interno è delimitata da segni a forma di cono di colore simile. La pagina inferiore marrone presenta macchie bianche, come sulla pagina superiore, ma alquanto diffuse, gli interspazi del colore di fondo più o meno macchiati di marrone più scuro, formanti sul posteriore una cospicua serie discale di macchie trasversali negli interspazi; il margine dorsale del posteriore è diffusamente bianco bluastro.
Le antenne, la testa, il torace e l'addome si presentano superiormente con un nero brunastro scuro, il torace e la base dell'addome sono attraversati rispettivamente da una barra bianco bluastra; inferiormente, i palpi, il torace e l'addome sono bianco-bluastri.
Femmina: la pagina superiore è nera, con macchie simili a quelle del maschio, ma di color giallo-arancio e molto più larghe; sulla parte anteriore la fascia discale è completa, la fascia subterminale interna è molto più ampia e meglio definita. Il colore di fondo della pagina inferiore è marrone più chiaro rispetto al maschio, le macchie sono come sulla pagina superiore ma bianco rosate, le macchie marrone scuro negli interspazi e la serie di macchie discali scure sul posteriore più prominenti.

### Athyma nefte asita
È stata descritta in Birmania, nella regione del Tenasserim. Differisce da A.n. nivifera come segue:
Pagina superiore maschile. Ala anteriore: stria discoidale più nettamente divisa, porzione preapicale prominente; fascia discale più ampia, la macchia anteriore che compone la sua metà posteriore non più larga delle altre, non conica verso l'esterno; due vistose macchie preapicali giallo-arancio. Ala posteriore: fascia subbasale leggermente più ampia. Pagina inferiore: colore di fondo marrone più ocraceo; ali anteriori preapicalmente giallo-arancio.
Pagina superiore femminile: macchie di un giallo-arancio un po' più intenso; la fascia discale anteriore e quella postdiscale posteriore sono decisamente più larghe; la stretta fascia subterminale interna sull'ala anteriore mal definita posteriormente; le macchie preapicali sono molto più piccole. Pagina inferiore: colore di fondo molto più ocraceo.

### Athyma nefte inara

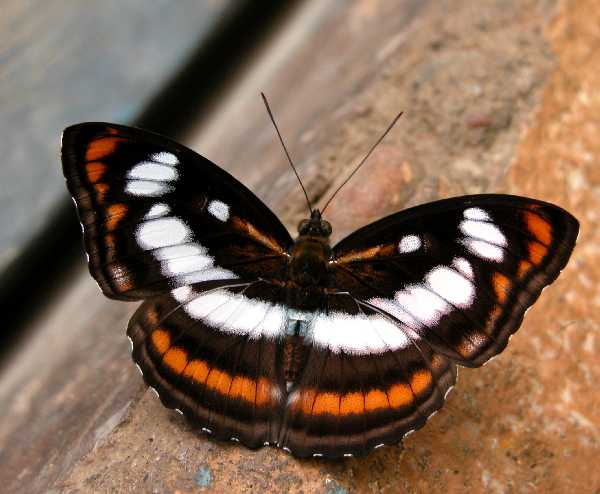
Esemplare maschile a Jairampur (Arunachal Pradesh)

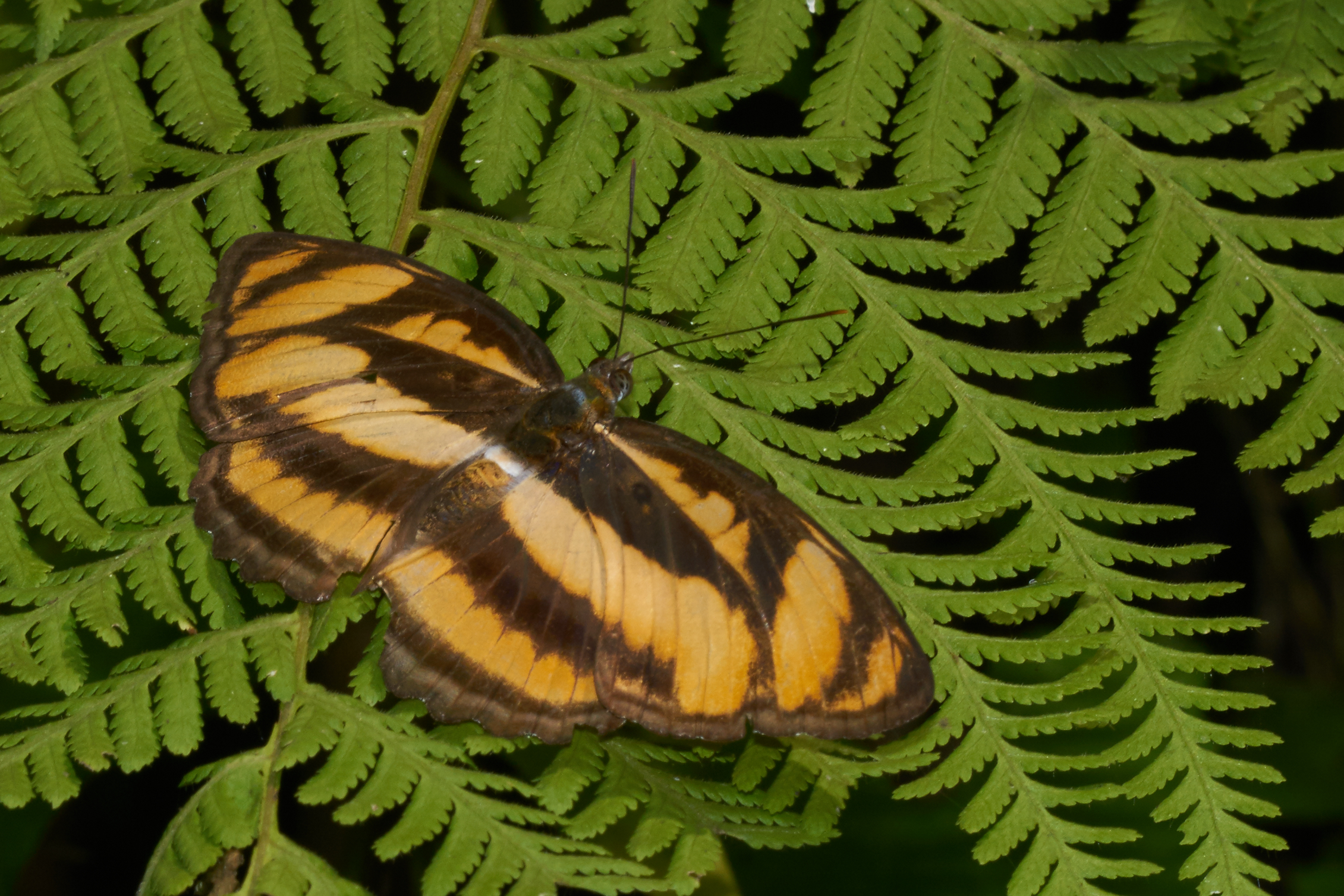
Esemplare nel santuario della fauna selvatica di Aralam, Kerala

Come Athyma nefte nivifera ma differisce nei dettagli. Si trova in India.
Maschio: pagina superiore nera con macchie bianco neve più o meno bordate con irrorazioni di scaglie blu. Ala anteriore: striatura discoidale da bianco scuro a ferruginosa scura, ad eccezione della porzione preapicale che è sempre preminentemente bianca; banda discale bianca ampia, diritta e quasi completa rimossa dal margine terminale e composta da tre macchie quadrate oblique verso l'esterno negli interspazi 1 a, 1 e 2, e tre macchie oblunghe inclinate verso l'interno negli interspazi 4, 5 e 6, una piccola macchia nell'interspazio 3; al di là di questa una linea subterminale interna giallo-arancio, maculare, ben definita e una linea subterminale esterna chiara divisa per divisa solo dalle vene nere, la prima che termina vicino all'apice in una stretta macchia bianca di media grandezza posta obliquamente. Ala posteriore: la banda discale dell'ala anteriore continua come una banda bianca trasversale subbasale: una banda postdiscale, più stretta, più o meno maculare anch'essa bianca, e una banda subterminale chiara, ancora più stretta, molto distinta. L'interspazio tra le bande postdiscale e subterminali è più scuro del colore di fondo generale dell'ala, e la banda postdiscale sul lato interno è delimitata da segni a forma di cono di colore simile. Pagina inferiore: color ocraceo bruno chiaro, sfumata di giallo-arancio sull'apice delle ali anteriori e sulla porzione anteriore della fascia postdiscale delle ali posteriori; le macchie simili sul lato superiore ma alquanto diffuse, la striscia discoidale e la metà posteriore della fascia subterminale interna sull'ala anteriore e la fascia postdiscale posteriormente sull'ala posteriore soffusa di rosa bluastro molto pallido; le intercapedini del fondo colorano piccole macchie bruno più scure, formando sul posteriore una cospicua serie di macchie trasversali discale nelle intercapedini; il margine dorsale del posteriore è largamente bianco bluastro.
Le antenne, la testa, il torace e l'addome si presentano superiormente di un colore nero brunastro scuro, il torace e la base dell'addome attraversati rispettivamente da una barra bianco bluastra; sotto, palpi, torace e addome bianco-bluastri.
Femmina: pagina superiore nera, macchie simili a quelle del maschio, ma di colore giallo-arancio chiaro e molto più larghe; sulla parte anteriore la fascia discale completa e molto ampia, la fascia subterminale interna ridotta ad un tornale e due o tre macchie preapicali. Pagina inferiore: colore di fondo giallo ocraceo brillante, macchie bianco rosate, ma in gran parte soffuse di giallo pallido; le macchie bruno scure negli interspazi e la serie di macchie discali scure sul posteriore più prominenti, e sull'anteriore grandi, e in forte contrasto con il colore di fondo.

## Sviluppo, alimentazione e habitat
Il bruco è cilindrico, con sei file di spine sottili ramificate, di cui la dorsale è inferiore a quella laterale e quelle sul terzo e quarto segmento inferiori al resto, il secondo segmento inerme; le basi delle zampe sono dotate di brevi spine semplici. Colore verde puro, con una grande macchia marrone sul nono segmento. Spine marroni e testa marrone scuro, testa ricoperta di brevi spine marroni semplici e tubercoli bianchi. Si nutre di Glochidion velutinum e G. zelanicum. 
La pupa è come quella di Athyma ranga ma dei curiosi processi sul dorso, quello posteriore è molto più lungo e più inclinato in avanti.
Almeno nel Borneo, ma probabilmente anche altrove, gli adulti - come gli altri Athyma - generalmente non ispezionano carogne o frutti marci per attingere liquidi.